# Leândro Messias dos Santos
Leândro Messias dos Santos, oftmals nur als Leândro bezeichnet, (* 29. Dezember 1983 in Rio de Janeiro) ist ein ehemaliger brasilianischer Fußballspieler, der auch die polnische Staatsbürgerschaft besitzt.

## Laufbahn
Leândro spielte für verschiedene Vereine in Brasilien, ehe er 2008 Ceará SC in Richtung Europa verließ und für ein Jahr beim FC Tschernomorez Burgas in Bulgarien unter Vertrag stand. Zunächst kehrte er zum Mesquita FC nach Rio de Janeiro zurück, ehe er erneut sein Glück in Europa versuchte. In der Ukraine spielte er für Howerla Uschhorod und Tawrija Simferopol. 2014 wechselte er zum polnischen Klub Korona Kielce, später spielte er für Górnik Łęczna und FKS Stal Mielec. 2019 kehrte er zu Górnik Łęczna zurück, ab 2022 stand er wieder bei FKS Stal Mielec unter Vertrag, wo er seine Karriere im Sommer 2024 beendete.

## Privates
Seit Oktober 2018 besitzt er die polnische Staatsbürgerschaft.